# Csilla Madarász
Csilla Madarász-Dobay (Budapest, 23 giugno 1943 – 31 dicembre 2021) è stata una nuotatrice ungherese.
Specializzata nello stile libero, ha partecipato ai Giochi di Roma 1960 e di Tokyo 1964, gareggiando nei 100m sl e nelle Staffette 4x100m sl e mista.
Ha vinto 1 bronzo ai Campionati europei di nuoto del 1962, gareggiando nella Staffetta 4x100m sl.
È stata la moglie del nuotatore olimpico Gyula Dobay.